# Neocalymnia
Neocalymnia là một chi bướm đêm thuộc họ Noctuidae.